# Pataky Ferenc
Pataky Ferenc, névváltozata: Pataki Ferenc, született Prockl (Pásztó, 1882. március 3. – Budafok, 1945. január 15.) színész.

## Életpályája
Prockl János asztalosmester, szocialista agitátor és Silbermann Róza (1854–1920) szülésznő fia. 1904-ben lépett először színpadra, s legnagyobb sikereit a Fővárosi Operettszínházban aratta. Működött Komjáthy János, Monori Sándor, Szabadhegyi Aladár, Sziklay Kornél, Kövessy Albert és Sebestyén Géza igazgatóknál. Az első világháború alatt katonaként szolgált.
1945. január 15-én Budafokon gyilkosság áldozata lett.

### Magánélete
Felesége Bácsy Irén (1895–?) színésznő volt, akitől elvált. 1936. március 8-án Budapesten, a Terézvárosban újranősült, felesége Bekker Ilona lett, akitől 1937 végén szintén elvált.

## Szerepei

### Filmszerepei
- Willy Drill (1922)
- Aggyisten Biri! (1927) – Kőszeghy
- Tavasz a viharban (1929)
- Piri mindent tud (1932) - kanáritulajdonos
- Ítél a Balaton (1932) – tanító
- A bor (1933) – Durbints sógor
- Egy éj Velencében (1933) – pincér a velencei étteremben
- Márciusi mese (1934) – Ravasz Félix, agglegény klub alelnöke
- Emmy (1934) – színész
- Meseautó (1934) - házmester
- Az iglói diákok (1934) – tornatanár
- A nagymama (1935) – párbajsegéd
- Nem élhetek muzsikaszó nélkül (1935) – vendég a mulatságon
- A királyné huszárja (1935) –  Kropacsek Jóska, vendég a színházban
- Az okos mama (1935) – Jóska, Kállayék inasa
- Ember a híd alatt (1936) – statiszta az Operában
- Havi 200 fix (1936) – altiszt az anyakönyvvezető irodában
- Pókháló (1936) – Spitz úr, színházi ügynök
- Szenzáció (1936) – szerkesztőségi alkalmazott
- A sárga csikó (1936) – Gazsi, a vak koldus
- Tisztelet a kivételnek (1936) – vendég az étteremben
- Méltóságos kisasszony (1937) – Johann, másodkomornyik Bartoséknál
- Hetenként egyszer láthatom (1937) – statiszta a zálogházban
- Pesti mese (1937) – tanuló
- A férfi mind őrült (1937) – vendég a lakodalomban
- Szerelemből nősültem (1937) – férfi a bíróságon
- Mámi (1937) – paraszt
- Úrilány szobát keres (1937) – megcsalt férj
- Mai lányok (1937) – licitáló úr az árverésen
- Két fogoly (1937) – fogadóbizottsági tag
- Fekete gyémántok (1938) – üzletember a tőzsdén
- Péntek Rézi (1938) – hitelező
- Uz Bence (1938) – falusi útkaparó munkás
- Rozmaring (1938)  – esküvői tanú
- János vitéz (1938) – csillagjós
- Süt a nap (1938) – Ferenc harangozó
- 5 óra 40 (1939) – rendőr
- Pénz áll a házhoz (1939) – rikkancs
- Nem loptam én életemben (1939) - szállodai személyzet tagja
- Áll a bál (1939) – ajtónálló lakáj a bálon
- Halálos tavasz (1939) – Ralbenék inasa
- Göre Gábor visszatér (1940) - gazda
- Jöjjön elsején! (1940)
- Igen vagy nem? (1940) – bárpincér
- Sárga rózsa (1940) – révész
- Eladó birtok (1940) – kocsis Borcsányiéknál, Anikó apja
- Gyurkovics fiúk (1940-41) – zálogos
- Balkezes angyal (1940-41) – pincér az Aranykacsában
- Egy tál lencse (1941) – Kagits rokona
- Szüts Mara házassága (1941) – klarinétos a bálon
- Bűnös vagyok! (1941) – bárvendég
- Ne kérdezd, ki voltam (1941) – vendég, főmérnök úr
- A beszélő köntös (1941) – hajdú
- Intéző úr (1941)
- Bob herceg (1941) – udvari hivatalnok
- Az utolsó dal (1941) – vendég Bányai estélyén
- Kádár kontra Kerekes (1941) – pincér
- A cigány (1941) – kocsmáros
- Behajtani tilos (1941-42) – kártyázó szemtanú
- A régi nyár (1942) – pincér a Régi Nyárban
- Házasság (1942) – műtőssegéd
- Jelmezbál (1942) – lakáj
- Isten rabjai (1942) – király tanácsadója
- Külvárosi őrszoba (1942) – férfi a kocsmában
- Éjféli gyors (1942) – vasutas a kocsmában
- Tilos a szerelem (1943) – kocsmai vendég
- Futótűz (1943) - színész
- Aranypáva (1943) – férfi a cirkuszban
- Szováthy Éva (1943) – vendég az ünnepségen
- Sári bíró (1943) – falusi férfi
- Fehér vonat (1943)
- A Benedek-ház (1943) – kaszinózó férfi
- A két Bajthay (1944) – paraszt

### Színházi szerepei
- Gelecséri (Sárga csikó)
- Drumio (A makrancos hölgy)
- Rageno (Cyrano)
- Bimbó (Bolond)
- Amandus (Ifjúság)
- Vladimír herceg (Vengerkák)
- Roth (Hivatalnok urak)
- Csura (Gyimesi vadvirág)
- Bóni (Csárdáskirálynő)
- Városbíró (Cornevillei harangok)